# Dressursadel
Dressursadel er en speciel designet sadel, der benyttes ved dressurridning.
Den er designet, så den hjælper rytteren med at få et centralt balancerede sæde under dressurens bevægelser. Den har lige sadelklapper, som er længere en på allroundsadlen, og den har små knæpuder til støtte for benene samt lange gjordstropper, til hvilke man fastgør en særlig dressurgjord, som kaldes en lonsdale. Stigbøjlelåsene er placeret længere tilbage, så stigremmene hænger ned midt på sadelklapperne. Sadlens sæde er dybt og noget længere end allroundsadlens sæde. Sadlen skal ligge lige på hestens ryg, så den ikke vipper rytteren ud af balance.